# Кроу, Кевин
Ке́вин Трой Кро́у (англ. Kevin Troy Crow; род. 17 сентября 1961, Сент-Луис, Миссури) — американский футболист, выступавший на позиции защитника.

## Биография

### Студенческий футбол
В 1979—1982 годах Кроу обучался в Университете штата в Сан-Диего и играл за университетскую футбольную команду «Сан-Диего Стейт Азтекс» в Национальной ассоциации студенческого спорта.

### Клубная карьера
На драфте Североамериканской футбольной лиги 1983 Кроу был выбран во втором раунде под общим 17-м номером командой «Сан-Диего Сокерз». В сезоне 1984 был включён в первую сборную всех звёзд NASL. В составе шоубольной команды «Сан-Диего Сокерз» выиграл чемпионат NASL в помещениях сезона 1983/84. После закрытия NASL продолжил играть в шоубол за «Сан-Диего Сокерз» в MISL и CISL. Выиграл с командой семь чемпионатов MISL. Пять раз был назван защитником года в MISL, восемь раз попадал в символические сборные MISL — в первую семь раз и во вторую единожды, восемь раз участвовал в матче всех звёзд MISL. Кроу был введён в Зал славы шоубола в 2011 году.

### Международная карьера
За сборную США Кроу сыграл 12 матчей в 1984—1988 годах. Принимал участие в летних Олимпийских играх 1984 и 1988, Панамериканских играх 1987.
| Статистика | Статистика       | Статистика                                                   | Статистика                       | Статистика | Статистика | Статистика                                  |
| №          | Дата             | Место проведения                                             | Соперник                         | Счёт       | Голы       | Соревнование                                |
| ---------- | ---------------- | ------------------------------------------------------------ | -------------------------------- | ---------- | ---------- | ------------------------------------------- |
| —          | 29 июля 1984     | «Стэнфорд Стэдиум», Пало-Алто, США                           | Коста-Рика                       | 3:0        | —          | Летние Олимпийские игры 1984                |
| —          | 31 июля 1984     | «Роуз Боул», Пасадина, США                                   | Италия                           | 0:1        | —          | Летние Олимпийские игры 1984                |
| —          | 2 августа 1984   | «Стэнфорд Стэдиум», Пало-Алто, США                           | Египет                           | 1:1        | —          | Летние Олимпийские игры 1984                |
| 1          | 29 сентября 1984 | «Эргилио Хато», Виллемстад, Нидерландские Антильские острова | Нидерландские Антильские острова | 0:0        | —          | Квалификация чемпионата наций КОНКАКАФ 1985 |
| 2          | 6 октября 1984   | «Биг Арк Стэдиум», Сент-Луис, США                            | Нидерландские Антильские острова | 0:4        | —          | Квалификация чемпионата наций КОНКАКАФ 1985 |
| 3          | 9 октября 1984   | «Лос-Анджелес Мемориэл Колизеум», Лос-Анджелес, США          | Сальвадор                        | 3:1        | —          | Товарищеский матч                           |
| 4          | 11 октября 1984  | «Лос-Анджелес Мемориэл Колизеум», Лос-Анджелес, США          | Колумбия                         | 1:0        | —          | Товарищеский матч                           |
| 5          | 14 октября 1984  | «Матео Флорес», Гватемала, Гватемала                         | Гватемала                        | 0:4        | —          | Товарищеский матч                           |
| 6          | 17 октября 1984  | «Неса 86», Несауалькойотль, Мексика                          | Мексика                          | 1:2        | —          | Товарищеский матч                           |
| 7          | 2 апреля 1985    | Ванкувер, Канада                                             | Канада                           | 0:2        | —          | Товарищеский матч                           |
| 8          | 4 апреля 1985    | Портленд, США                                                | Канада                           | 1:1        | —          | Товарищеский матч                           |
| 9          | 31 мая 1985      | «Мёрдок Стэдиум», Торранс, США                               | Коста-Рика                       | 0:1        | —          | Чемпионат наций КОНКАКАФ 1985               |
| 10         | 16 июня 1985     | «Лос-Анджелес Мемориэл Колизеум», Лос-Анджелес, США          | Англия                           | 0:5        | —          | Товарищеский матч                           |
| —          | 9 августа 1987   | Индианаполис, США                                            | Тринидад и Тобаго                | 3:1        | —          | Панамериканские игры 1987                   |
| —          | 12 августа 1987  | Индианаполис, США                                            | Сальвадор                        | 0:0        | —          | Панамериканские игры 1987                   |
| —          | 5 сентября 1987  | Фентон, США                                                  | Тринидад и Тобаго                | 4:1        | —          | Предолимпийский турнир КОНКАКАФ 1988        |
| —          | 20 сентября 1987 | «Куинс Парк Овал», Порт-оф-Спейн, Тринидад и Тобаго          | Тринидад и Тобаго                | 1:0        | —          | Предолимпийский турнир КОНКАКАФ 1988        |
| —          | 18 октября 1987  | Сан-Сальвадор, Сальвадор                                     | Сальвадор                        | 4:2        | —          | Предолимпийский турнир КОНКАКАФ 1988        |
| 11         | 24 июля 1988     | Национальный стадион, Кингстон, Ямайка                       | Ямайка                           | 0:0        | —          | Квалификация чемпионата наций КОНКАКАФ 1989 |
| 12         | 13 августа 1988  | «Биг Арк Стэдиум», Сент-Луис, США                            | Ямайка                           | 5:1        | —          | Квалификация чемпионата наций КОНКАКАФ 1989 |
| —          | 18 сентября 1988 | Гражданский стадион, Тэгу, Республика Корея                  | Аргентина                        | 1:1        | —          | Летние Олимпийские игры 1988                |
| —          | 20 сентября 1988 | «Пусан Кудок», Пусан, Республика Корея                       | Республика Корея                 | 0:0        | —          | Летние Олимпийские игры 1988                |
| —          | 22 сентября 1988 | Гражданский стадион, Тэгу, Республика Корея                  | СССР                             | 2:4        | —          | Летние Олимпийские игры 1988                |

### Постспортивная деятельность
Работал в Mesa Distributing Company. До 1999 года был президентом компании Zipdirect, LLC.
В 2001 году стал генеральным менеджером клуба Женской объединённой футбольной ассоциации «Сан-Диего Спирит». 5 июня 2002 года, после увольнения главного тренера Карлоса Хуареса, Кроу временно взял на себя тренерские обязанности.
В августе 2002 года занял должность главного операционного директора Женской объединённой футбольной ассоциации. С апреля 2003 года, после отставки генерального менеджера Сьюзан Маренофф, Кроу временно руководил организацией. Исполнял обязанности вплоть до ликвидации лиги в том же году.

## Достижения
Командные
 «Сан-Диего Сокерз»
- Чемпион Североамериканской футбольной лиги в помещениях: 1983/84
- Чемпион MISL: 1984/85, 1985/86, 1987/88, 1988/89, 1989/90, 1990/91, 1991/92

Индивидуальные
- Защитник года в MISL: 1984/85, 1987/88, 1988/89, 1990/91, 1991/92
- Член символических сборных MISL: 1984/85 (1-я), 1985/86 (1-я), 1986/87 (1-я), 1987/88 (1-я), 1988/89 (1-я), 1989/90 (2-я), 1990/91 (1-я), 1991/92 (1-я)
- Участник матча всех звёзд MISL: 1984/85, 1985/86, 1986/87, 1987/88, 1988/89, 1989/90, 1990/91, 1991/92